# چاه عمیق قدس شماره ۱
چاه عمیق قدس شماره ۱ روستایی در دهستان جلگه ماژان بخش جلگه ماژان شهرستان خوسف استان خراسان جنوبی ایران است.

## جمعیت
بر پایه سرشماری عمومی نفوس و مسکن در سال ۱۳۹۵ جمعیت این روستا ۶۱ نفر (۱۵خانوار) بوده‌است.